# Farkas György (unitárius lelkész)
Farkas György (Kobátfalva, 1800 februárja – Szentgerice, 1882. április 24.) unitárius lelkész, esperes.

## Élete
Farkas György és Gábor Borbála fia volt. 1814-től Kolozsváron tanult, ehhez az anyagiakat több úrfi szolgálatával és tanítványok vállalásával teremtette elő. 1824-ben Barra Imrével Pestet és Bécset megjárta. Abban az évben Ikladra nevezték ki papnak. 1836-ban szentgericei pap és marosköri esperes lett. Szolgálata alatt a szentgericei egyházközség lényegesen gyarapodott: megszilárdították a templomot, orgonát és új harangot vásároltak, felújították a papilakot, bővítették a cintermet; ehhez nem csupán szervezőmunkával, hanem adományaival is hozzájárult. Szorgalmazta a reformátusokkal közös iskola létesítését, de ez megbukott az egyházi képviselőtanács ellenállásán.
1848–49-ben csaknem egy század nemzetőrt állított síkra és számos honvédet.

## Munkái
Hivatalos jelentése a Marosközben tartott vizsgálószék munkálkodásáról a Keresztény Magvetőben (VIII. 1873.) jelent meg (Kelemen Istvánnal együtt írta).